# Ermida de Santo Espírito
A Ermida de Santo Espírito é uma ermida localizada na cidade de Angra do Heroísmo. Esta ermida é bastante antiga e está profundamente relacionada com o antigo hospital de Santo Espírito, cuja denominação também recebeu. A rua onde se localizava tomou igualmente a mesma denominação e ainda hoje a conserva.
Esta ermida foi mandada edificar por João Vaz Corte Real para uso do pessoal que no dito hospital trabalhava, bem como para que os doentes nele internados que a pudessem frequentar.
Para se chegar a esta ermida tinha de atravessar uma ponte passando sobre a rua ao ar livre, o que era algo perigoso para os doentes.
Segundo a Carta de Jan Huygen van Linschoten, esta ermida tinha a porta para a rua e três janelas para o sul, sendo bem notória a ponte que a ligava ao hospital também voltado para o Poente, ou seja, para a chamada Rua Direita.
No lugar dele, muito mais tarde, foi construída a actual Igreja da Misericórdia.
A data da construção da ermida deve ter sido a mesma ou logo a seguir à hospital que João Vaz Corte Real mandou levantar em 1492. Nesta edificação encontrava-se ouvindo missa Ciprião de Figueiredo e Vasconcelos, quando João de Bettencourt de Vasconcelos perseguido pelo povo por andar a cavalo aclamado D. Filipe II passou junto da ermida fugindo à sua fúria implacável. O procedimento infeliz de João de Bettencourt levou-o ao triste desfecho de pagar com a vida, sendo decapitado na Praça Velha em frente à Câmara Municipal de Angra do Heroísmo.